# Liptovský Hrádok
Liptovský Hrádok är en stad i distriktet Liptovský Mikuláš i regionen Žilina i norra Slovakien.

## Geografi
Staden ligger på en altitud av 640 meter och täcker en area på 18,32 km². Den har ungefär 7 528 invånare (2017).